# Ligier JS19
Chronologie des modèles (1982)
Ligier JS17B Ligier JS21
La Ligier JS19 est une monoplace de Formule 1, conçue par Jean-Pierre Jabouille et Michel Beaujon, engagée par l'écurie française Ligier dans le cadre de la deuxième moitié du championnat du monde de Formule 1 1982. 
La monoplace est propulsée par un moteur V12 Matra atmosphérique et équipée de pneumatiques Michelin. Ses pilotes sont l'Américain Eddie Cheever et le Français Jacques Laffite.

## Ligier JS19B
Entre la fin de l'année 1982 et le début de l'année 1983, Ligier envisage de se procurer un nouveau moteur V6 turbocompressé produit par Matra. Ce bloc doit équiper la Ligier JS19B, mais celle-ci reste à l'état de monocoque : Talbot, le principal partenaire de Ligier, refuse de financer ce moteur, trop onéreux. 

## Résultats en championnat du monde de Formule 1
| Saison | Écurie                | Moteur         | Pneus    | Pilotes         | Courses | Courses | Courses | Courses | Courses | Courses | Courses | Courses | Courses | Courses | Courses | Courses | Courses | Courses | Courses | Courses | Points inscrits | Classement |
| Saison | Écurie                | Moteur         | Pneus    | Pilotes         | 1       | 2       | 3       | 4       | 5       | 6       | 7       | 8       | 9       | 10      | 11      | 12      | 13      | 14      | 15      | 16      | Points inscrits | Classement |
| ------ | --------------------- | -------------- | -------- | --------------- | ------- | ------- | ------- | ------- | ------- | ------- | ------- | ------- | ------- | ------- | ------- | ------- | ------- | ------- | ------- | ------- | --------------- | ---------- |
| 1982   | Équipe Talbot Gitanes | Matra MS81 V12 | Michelin |                 | AFS     | BRÉ     | EUO     | SMR     | BEL     | MON     | EUE     | CAN     | P-B     | GBR     | FRA     | ALL     | AUT     | SUI     | ITA     | LVE     | 20*             | 8e         |
| 1982   | Équipe Talbot Gitanes | Matra MS81 V12 | Michelin | Eddie Cheever   |         |         |         |         |         | Abd.    |         |         | Nq      |         | 16e     | Abd.    | Abd.    | Nc.     | 6e      | 3e      | 20*             | 8e         |
| 1982   | Équipe Talbot Gitanes | Matra MS81 V12 | Michelin | Jacques Laffite |         |         |         |         |         | Abd.    |         |         |         | Abd.    | 14e     | Abd.    | 3e      | Abd.    | Abd.    | Abd.    | 20*             | 8e         |

Légende : ici
* 11 points marqués en 1982 avec la Ligier JS17B.